# Aforismo
Aforismo (do grego αφορισμός – aphorismós) é um gênero textual ou uma obra deste gênero caracterizado por frases breves que possuem uma definição de um preceito moral ou prático.

## História
A palavra aforismo foi utilizada pela primeira vez nos Aforismos de Hipócrates, uma longa série de proposições tratando de sintomas e diagnósticos de doenças e a arte da cura e medicina. Mais tarde o termo passou a ser aplicado em frases conceituais das ciências médicas e em seguida para todos os tipos de princípios. Atualmente o aforismo é compreendido como uma forma concisa e eloquente de declarar a verdade.

## Etimologia
A palavra aforismo provém do grego aphorismós "definição", a partir de aphorízein "delimitar, separar", de apó- "afastado, separado" ou  "proveniente, derivado de" + horos, "fronteira, limite" e horízein  "limitar",  através do latim aphorismus

## Exemplos
- O Wikiquote possui citações de ou sobre: Hipócrates

A vida é breve, a arte é longa, a ocasião fugidia, a experiência enganosa, o julgamento difícil.— Hipócrates
A tradição é cultuada pelos que não sabem renová-la.— Carlos Drummond de Andrade
O poder tende a corromper, e o poder absoluto corrompe absolutamente— Barão Acton

## Ver Também
- Aforismo à deriva